# Карасор (озеро, район Беимбета Майлина, южное)
Карасор (большой) (каз. Үлкен Қарасор) — пересыхающее озеро на границе Денисовского района и  района Беимбета Майлина Костанайской области Казахстана. Находится в 4 км к юго-западу от села Жамбасколь. Впадает ручей Карасу.
По данным топографической съёмки 1959 года, площадь поверхности озера составляет 19,11 км². Наибольшая длина озера — 9,3 км, наибольшая ширина — 3,8 км. Длина береговой линии составляет 52,8 км, развитие береговой линии — 3,38. Озеро расположено на высоте 196,9 м над уровнем моря.
По данным обследования экспедицией ГГИ от 21 июля 1956 года, площадь поверхности озера составляет 6,6 км². Максимальная глубина — 0,2 м, объём водной массы — 0,5 млн. м³, общая площадь водосбора — 2580 км².